# Xã Marion, Quận Daviess, Missouri
Xã Marion (tiếng Anh: Marion Township) là một xã thuộc quận Daviess, tiểu bang Missouri, Hoa Kỳ. Năm 2010, dân số của xã này là 225 người.